# Années 620 av. J.-C.
Les années 620 av. J.-C. couvrent les années de 629 av. J.-C. à 620 av. J.-C.

## Évènements
- 630 av. J.-C. : Assurbanipal aurait abdiqué en faveur de son fils Assur-etil-ilâni[1].
- Vers 630/620-550/540 av. J.-C. : règne d’Arganthonios, dernier roi de Tartessos, en Espagne. Son long règne correspond à la période ou les Phocéens entretiennent des relations commerciales et militaires avec Tartessos[2].

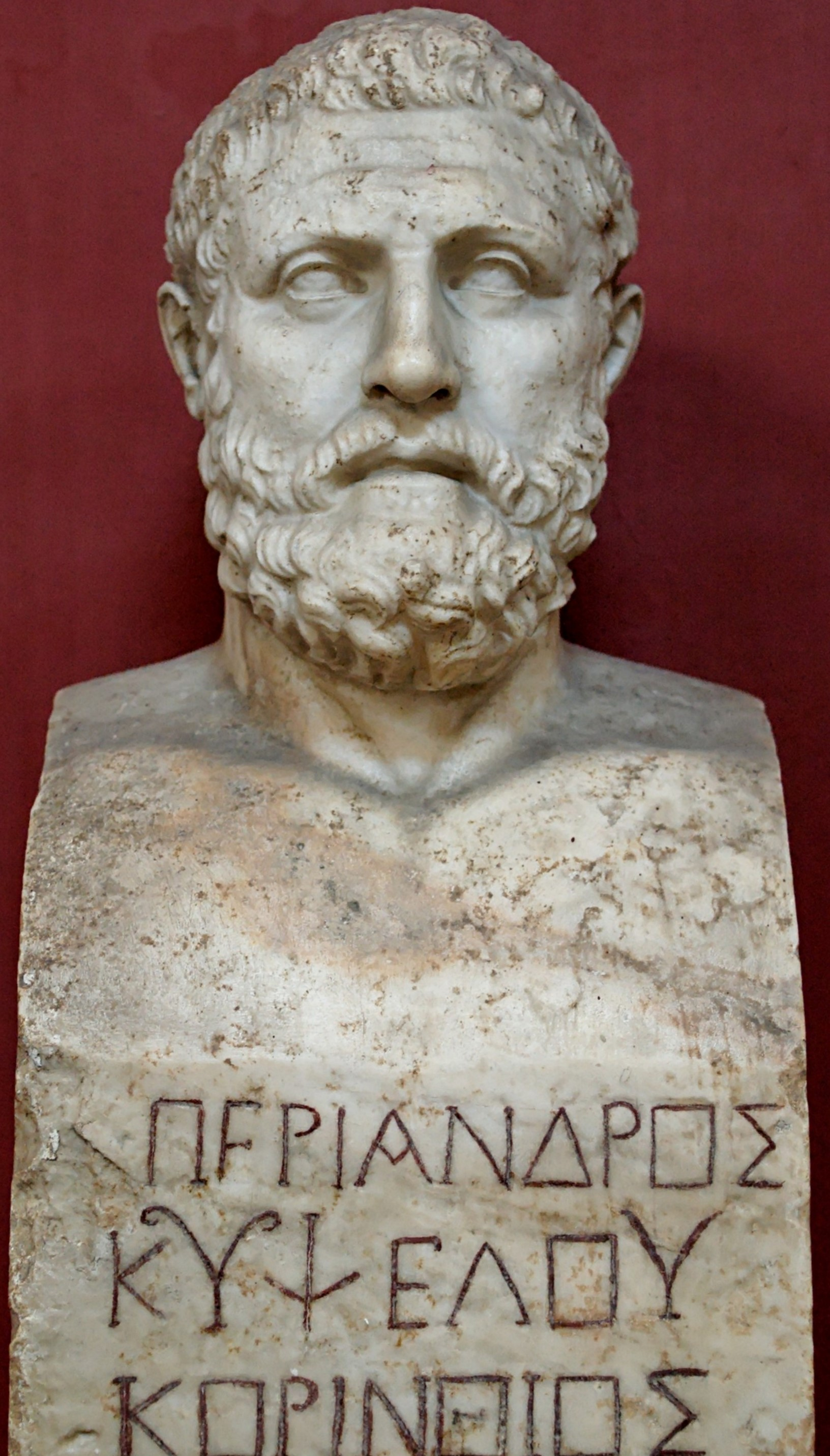
Buste de Périandre, copie d'un original du, musée Pio-Clementino

- 627-585 av. J.-C. : Périandre succède à Cypsélos comme tyran de Corinthe. Sous son règne Corinthe aurait fondé les colonies de Leucade, d’Épidamme, d’Apollonie et de Potidée. Périandre est un des sept sages de la Grèce[3]. Il interdit l’achat d’esclaves[4] pour faire obstacle à la concurrence que représente l’esclavage pour le travail libre.

- 627 av. J.-C. :
  - l’Empire assyrien est secoué par les révoltes survenues à la mort d’Assurbanipal : l'Élam retrouve son indépendance, les Phéniciens se révoltent, Josias de Juda intervient en Samarie, où il renverse les idoles. Guerre entre Ashur-etil-ilâni et son frère Sîn-shar-ishkun pour la souveraineté en Babylonie[1].
  - à la mort de Wen, la noblesse prend le pouvoir dans l’État de Jin, en Chine, désormais gouverné par six familles. Le phénomène touche bientôt les autres États, dont Qi[5].
- 626 av. J.-C. : les Scythes envahissent la Syrie et s’emparent d’Ascalon[6].

- 625 av. J.-C. : Cyaxare, roi des Mèdes, se révolte contre les Scythes après 28 ans de domination, selon Hérodote[1]. Il massacre leurs chefs ivres au cours d’un banquet. Tout en imposant sa suzeraineté aux Perses et en détruisant définitivement les empires Mannéen et d’Urartu, il fédère les tribus et constitue le premier empire mède autour d’Ecbatane dont il fait sa capitale. Il réorganise son armée sur le modèle assyrien, en la disciplinant.
- Vers 625 av. J.-C. : Mytilène s’impose comme la principale cité de Lesbos[7].
- 625-605 av. J.-C. : règne de Nabopolassar, (Nebû-apal-usur) roi de Babylone. Gouverneur des Pays de la Mer pour le compte des Assyriens, il se proclame roi[1]. Le roi chaldéen Nabopolassar fonde l’empire néo-babylonien au détriment de l’Assyrie. Il s’appuie d’abord sur le sud en prenant Uruk, puis Sippar, puis met à profit le désordre qui s’installe lors de la succession d’Assurbanipal pour entrer dans Babylone et s’y faire couronner. Il joue habilement des rivalités entre les prétendants au trône d’Assyrie, dont certaines armées sévissent en Babylonie centrale[8]. Il restaure l’Etemenanki, la ziggourat du dieu Marduk à Babylone[9].
- 623 av. J.-C. : le roi d’Assyrie Ashur-etil-ilâni est tué au combat aux environs de Nippur. Sîn-shar-ishkun, vainqueur, s’installe sur le trône de Ninive. Nabopolassar a les mains libres en Babylonie. Sîn-shar-ishkun, qui veut reconquérir le pays, lui fait la guerre pendant de longues années. Nabopolassar résiste, s’empare de Nippur et parvient à libérer tout le pays de Sumer et d’Akkad[1].
- 622 av. J.-C. : le roi Josias de Juda ordonne la réparation du temple de Jérusalem. Le Deutéronome est alors rédigée à partir d’un rouleau découvert par le prêtre Hilqiyyahou pendant les travaux, confié à Chaphan, le scribe du roi. Il rappelle l’Alliance conclue par Moïse, interdit le culte en dehors du Temple de Jérusalem et énumère une série de lois (nourritures interdites, taxation, fêtes, crimes civils, punition, conduite de la guerre…). Il promet la malédiction et la dispersion de la nation par une puissance étrangère si les lois de Yahvé ne sont pas appliquées[10]. Josias, reprenant la réforme radicale de son ancêtre Ézéchias, promulgue le Deutéronome. Il supprime toute trace des cultes étrangers, détruit les hauts lieux et les sanctuaires autres que Jérusalem (Béthel) et appelle les Israélites du Nord à venir en pèlerinage à Jérusalem pour la Pâque. Profitant de l’écroulement de l’empire Assyrien (612 av. J.-C.), il aurait étendu son contrôle politique sur une partie de l’ancien royaume d'Israël (sud de la Samarie) et de la côte philistine, prenant probablement à son service des mercenaires grecs (Kittîm)[11].
- 22 avril 621 av. J.-C. : éclipse lunaire observée à Babylone[12].
- 621-620 av. J.-C. : archontat d’Aristaichmos à Athènes[13]. Législation de Dracon, premières lois écrites de droit privé à Athènes. Ce code très sévère impose le pouvoir judiciaire de l’État, qui se substitue à la justice coutumière du clan (genos) dominé par l’aristocratie des Eupatrides. La vengeance privée est supprimée. Ce code est d’une telle rigueur que l’orateur Démade dira qu’il avait été écrit « avec du sang »[14].